# Cochranella oyampiensis
Cochranella oyampiensis és una espècie de granota que viu al Brasil, Guaiana Francesa i Guaiana.